# Hünersedel
De Hünersedel is een berg in de deelstaat Baden-Württemberg, Duitsland. De berg heeft een hoogte van 744 meter en is gelegen in het Zwarte Woud.